# 이길훈
이길훈(李吉勛, 1983년 3월 6일 ~ )은 대한민국의 축구 선수로서 포지션은 미드필더이다. 현재 말레시이아의 사바 FA에서 활약하고 있다.

## 축구인 생활

### 선수 생활
2006년 수원 삼성 블루윙즈에 입단했으며 데뷔 첫 시즌에 21경기에 출전하였다. 2007년 군 복무를 위해 광주 상무 불사조에 입대하여 2007 K-리그에서 33경기에 출전하며 활약하였고, 2008 K-리그에서는 13경기에 출전하여 3골을 넣었다. 2008년 11월 26일에 제대하여 수원 삼성 블루윙즈로 복귀하였다.이후 부산아이파크로 트레이드되었고
2012년 중국 슈퍼리그 선양 동진 FC, 구이저우 즈청에서 외국인 선수로 활약해 16골을 넣는등 활약하고 홍콩 레인저스,인도네시아 리가 1의 세멘 파당.이후 말레이시아 리그 페낭 FA에서 2014~2015시즌
24골을 넣었고 2016년 사임 다비 FC,2017~2018시즌 사바 FA에서 활약을 이어가고 있다.